# Francis Stonor, 4. Baron Camoys
Francis Robert Stonor, 4. Baron Camoys (* 9. Dezember 1856; † 14. Juli 1897 in Mayfair, London) war ein britischer Politiker der Liberal Party, der 1881 den Titel als Baron Camoys erbte und dadurch Mitglied des Oberhauses (House of Lords) wurde.

## Leben
Stonor war das älteste von vier Kindern von Francis Stonor und dessen Ehefrau Eliza Peel, eine Tochter des früheren Premierministers Robert Peel. Sein jüngerer Bruder Harry Julian Stonor war zwischen 1918 und 1921 stellvertretender Master of the Household sowie von 1924 bis zu dessen Tod 1939 Sekretär und Registerführer des Order of Merit. Seine jüngere Schwester Julia Caroline Stonor war die Ehefrau von Pierre Louis Leopold d’Hautpoul, Marquis d’Hautpoul de Seyre, während sein jüngster Bruder Edward Alexander Stonor als Major im Royal Flying Corps sowie zuletzt in der Royal Air Force (RAF) diente.
Er selbst diente als Leutnant in der Oxfordshire Yeomanry Cavalry und wurde am 26. September 1879 stellvertretender Lord Lieutenant der Grafschaft Oxfordshire. Er erbte am 18. Januar 1881 von seinem Großvater Thomas Stonor, 3. Baron Camoys den Titel als 4. Baron Camoys, da sein Vater Francis Stonor acht Tage zuvor am 10. Januar 1881 verstorben war. Mit dem Erbe des Titels als 4. Baron Camoys wurde Francis Stonor zugleich Mitglied des Oberhauses. 
Im dritten Kabinett von Premierminister William Ewart Gladstone bekleidete er zwischen dem 1. Februar und dem 25. Juli 1886 erstmals die Funktion als Lord-in-Waiting. Im vierten Kabinett Gladstone sowie im Kabinett von Premierminister Archibald Primrose, 5. Earl of Rosebery fungierte er vom 15. August 1892 bis zum 21. Juni 1895 abermals als Lord-in-Waiting.
Baron Camoys heiratete am 14. September 1881 in St. Mary of the Angels in Bayswater Jessica Philippa Carew, der Vater Robert Russell Carew als Kaufmann in Britisch-Indien tätig war. Aus dieser Ehe gingen vier Söhne hervor. Der älteste Sohn Ralph Francis Julian Stonor erbte bei seinem Tode in Folge einer Operation am 14. Juli 1897 den Titel als 5. Baron Camoys und wurde mit Erreichen des 21. Lebensjahres am 26. Januar 1905 Mitglied des House of Lords. Der zweitälteste Sohn Edward Maurice Stonor diente als Major im 4. Battalion des Bedfordshire Regiment. Der dritte Sohn Hugo Robert William Stonor war anfangs Leutnant im Royal Army Service Corps und später im diplomatischen Dienst tätig. Der jüngste Sohn Howard Carew Stonor diente als Leutnant ebenfalls im 4. Battalion des Bedfordshire Regiment und fiel am 10. März 1915 im Ersten Weltkrieg.